# M151

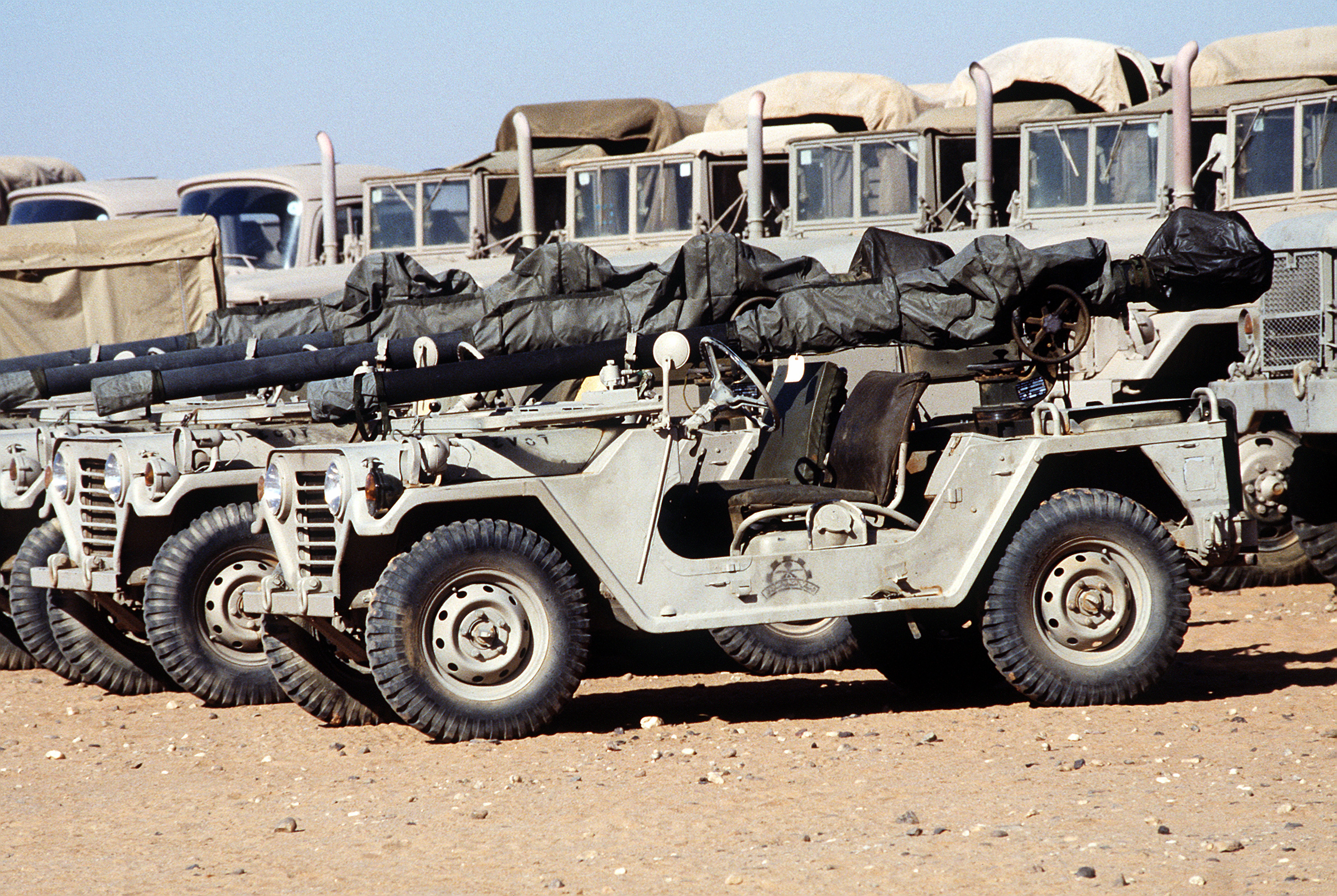
M151 porteur de canon sans recul des forces saoudiennes.

Le M151 ou  Military Utility Tactical Truck (MUTT), est un véhicule utilitaire militaire américain 4 × 4 développé par Ford Motor Company d'une masse à vide en ordre de marche de 1 100 kg

## Historique
Elle est produite à plus de 100 000 unités entre 1959 et 1982 par Ford, Kaiser Jeep et AM General.
Si la jeep Willys MB fut utilisée lors de la Seconde Guerre mondiale et la Willys M38 pendant la guerre de Corée, le théâtre d'opération de la M151 fut le Viêt Nam. Elle offre de la place pour quatre personnes (incluant le chauffeur) avec matériel et a un rayon d'autonomie d'environ 480 kilomètres. Elle est suffisamment compacte pour pouvoir être chargée à bord d'un avion-cargo Lockheed C-130 Hercules ou d'un hélicoptère Sikorsky CH-53 Sea Stallion.
Mise en service pour la première fois pendant la guerre du Viêt Nam, elle est très présente pendant les opérations militaires jusqu'en 1999, par exemple au Kosovo.
La M151 a été achetée par plusieurs autres armées, telles que celles du Canada, du Danemark, du Portugal, du Luxembourg, d'Israël, du Royaume-Uni et du Liban